# Episodi di The Killing (serie televisiva 2007) (seconda stagione)
La seconda stagione della serie televisiva The Killing (Forbrydelsen) è stata trasmessa in prima visione assoluta in Danimarca da DR1 dal 27 settembre al 29 novembre 2009.
In Italia la stagione è andata onda sul canale satellitare Sky Atlantic dal 28 aprile al 2 giugno 2015.
| nº | Titolo originale       | Prima TV Danimarca | Prima TV Italia |
| -- | ---------------------- | ------------------ | --------------- |
| 1  | Tuesday, November 15   | 27 settembre 2009  | 28 aprile 2015  |
| 2  | Wednesday, November 16 | 4 ottobre 2009     | 5 maggio 2015   |
| 3  | Thursday, November 17  | 11 ottobre 2009    | 12 maggio 2015  |
| 4  | Friday, November 18    | 18 ottobre 2009    | 12 maggio 2015  |
| 5  | Saturday, November 19  | 25 ottobre 2009    | 19 maggio 2015  |
| 6  | Sunday, November 20    | 1º novembre 2009   | 19 maggio 2015  |
| 7  | Monday, November 21    | 8 novembre 2009    | 26 maggio 2015  |
| 8  | Tuesday, November 22   | 15 novembre 2009   | 26 maggio 2015  |
| 9  | Wednesday, November 23 | 22 novembre 2009   | 2 giugno 2015   |
| 10 | Thursday, November 24  | 29 novembre 2009   | 2 giugno 2015   |